# Matt Kenseth
Matthew Roy Kenseth (* 10. März 1972 in Cambridge, Wisconsin) ist ein US-amerikanischer NASCAR-Rennfahrer im Sprint Cup und der Nationwide Series. Im Sprint Cup fuhr er den Ford Fusion mit der Startnummer 17 von Roush Fenway Racing. Zur Saison 2013 wechselte Kenseth zu Joe Gibbs Racing und fuhr dort bis 2017 den Toyota Camry mit der Startnummer 20. In der Saison 2003 wurde er Champion des zu dieser Zeit noch Winston Cup bezeichneten Sprint Cup.

## Karriere

### Frühe Jahre
Kenseth hatte eine Vereinbarung mit seinem Vater Roy, wonach Roy einen Wagen kaufen und Autorennen bestreiten sollte, während Matt am Wagen arbeiten würde, bis er alt genug war, selber Rennen zu fahren. Er begann mit dem Tourenwagensport 1988 im Alter von 16 Jahren und gewann bei seinem dritten Rennen. Seine Karriere begann auf dem Columbus 151 Speedway und Jefferson Speedway in der Nähe von Cambridge, Wisconsin. Nach dem Abschluss an der Cambridge High School arbeitete Kentseth für vier Jahre im Verkauf und Vertrieb von Teilen für Lefthander Chassis, einem Chassis-Hersteller für sogenannte „Late Model“-Rennwagen südlich von Wisconsin in Illinois.
Kenseth machte sich einen Namen, als er auf diversen Rennstrecken in Wisconsin für Mike Butz mit der Startnummer 8 bei den Late Models an den Start ging und landesweit bekannte Fahrer wie Dick Trickle und Robbie Reiser schlug. 1994 gewann er die Slinger Nationals auf dem Slinger Super Speedway. In den Jahren 1994 und 1995 gewann er zudem die Streckenmeisterschaft auf dem Wisconsin International Raceway. Auch die Streckenmeisterschaft auf dem Madison International Speedway zählte zu seinen Erfolgen, darunter die Streckenmeisterschaft des Jahres 1994 der Late Models vor Robbie Reiser. Seine letzte Werkstatt in Wisconsin hatte Kenseth bei Gerry Gundermans American Speed Association, bei dem auch Alan Kulwicki seine letzte Werkstatt besaß, bevor dieser in die NASCAR wechselte. Kenseth entschied sich, im USAR Hooters Pro Cup in der Saison 1996 anzutreten und gewann beinahe die Meisterschaft als Rookie.

### Busch Series
Im Jahre 1996 gab Kenseth zudem sein Debüt in der Busch Series auf dem Lowe’s Motor Speedway. Während der Saison teilte er sich den Wagen mit dessen Besitzer Carl Wegner. In der Saison 1997 verletzte sich Tim Bender und dessen Crew Chief und Wagenbesitzer Robbie Reiser gab das Cockpit an seinen ehemaligen Rivalen Matt Kenseth. Die Kombination Reiser–Kenseth stellte sich als erfolgreich heraus und resultierte in einem zweiten und einem dritten Platz in der Meisterschaft. Sein Rennwagen mit der Startnummer 17 wurde zunächst von Kraft, dann Lycos und letztendlich von DeWalt gesponsert.

### Sprint Cup

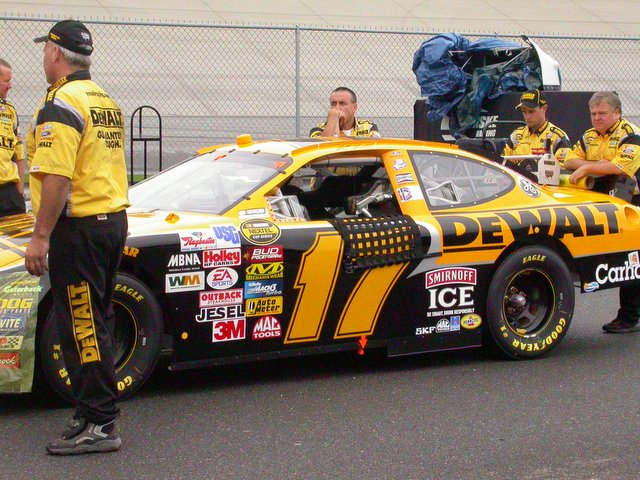
Matt Kenseth’s Wagen in der Saison 2004

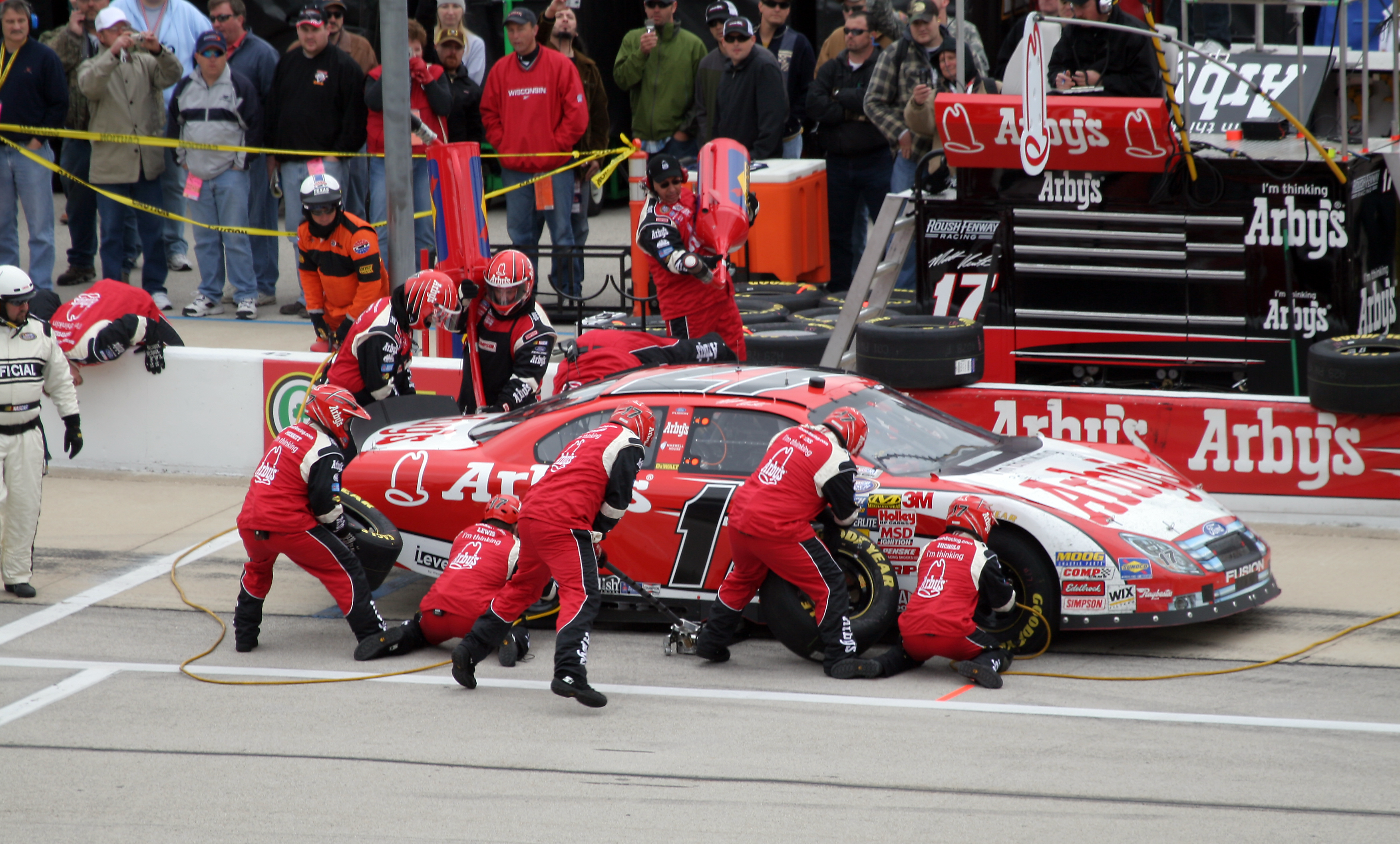
Rennwagen in der Busch Series 2007

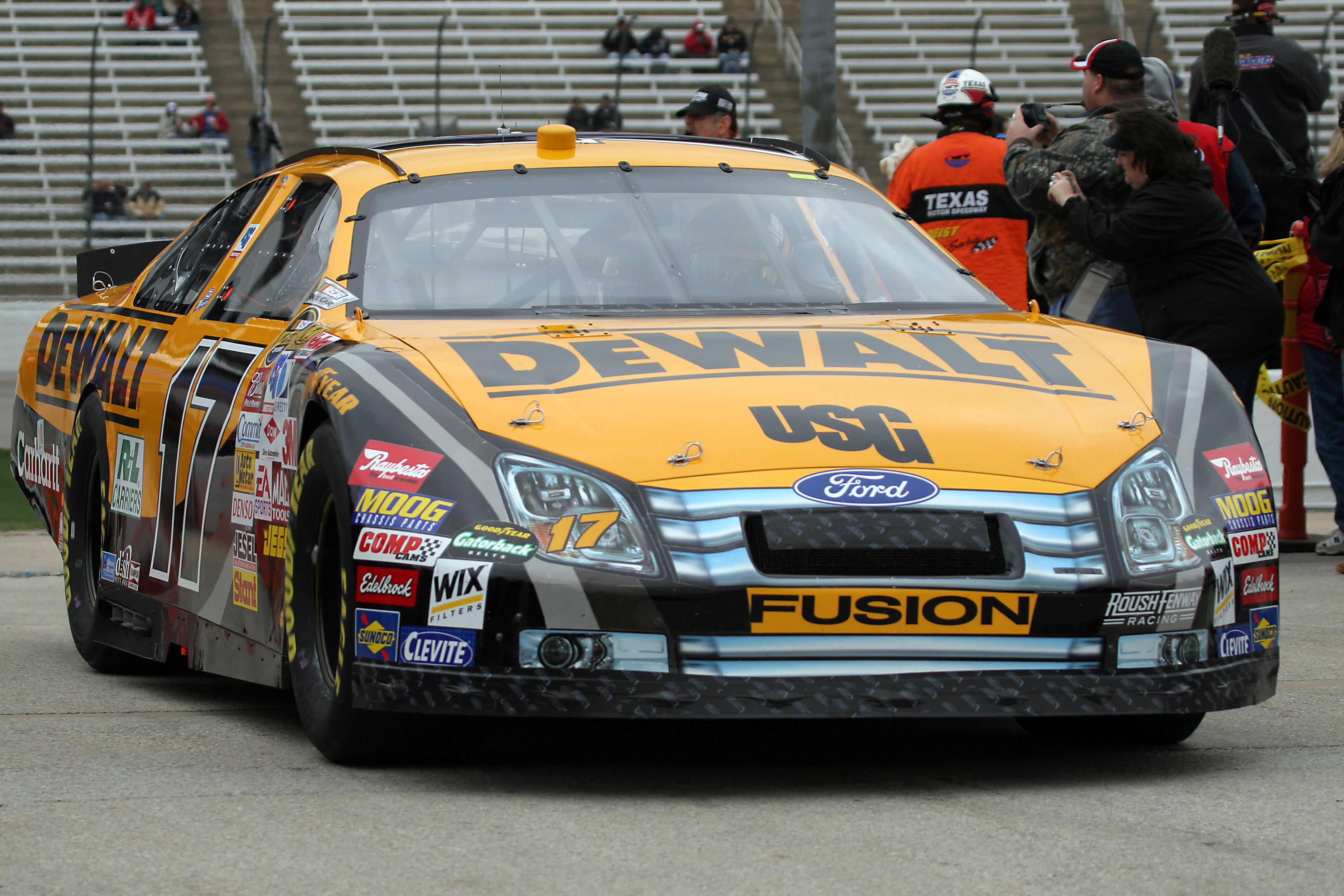
Cup-Rennwagen von 2007

Sein Debüt im Sprint Cup feierte Kenseth in der Saison 1998, als die Serie noch den Namen Winston Cup trug, auf dem Dover International Speedway. Er ersetzte Bill Elliott, der an diesem Tag auf der Beerdigung seines Vaters war und entsprechend nicht zum Rennen antreten konnte. Kenseth beendete das Rennen als Sechster, was zu diesem Zeitpunkt das drittbeste Debüt eines Fahrers in NASCAR darstellte.
In der Saison 2000 wechselte das komplette Team von Kenseth in die Organisation von Roush Racing, mit deren Unterstützung er die Wertung des Rookie of the Year vor Dale Earnhardt junior gewann. In dieser Saison gewann er das Coca-Cola 600, das längste Rennen der Serie, auf dem Lowe’s Motor Speedway, was vor ihm noch kein anderer Neuling geschafft hat. Die Saison beendete Kenseth als 14. in der Meisterschaft mit vier Top-5- und elf Top-10-Ergebnissen. In der darauffolgenden Saison verbesserte er sich um einen Platz in der Meisterschaft und wurde 13. mit vier Top-5- und neun Top-10-Ergebnissen. Seine Boxencrew rund um Robbie Reiser gewann zudem die „Unocal 76 World Pit Crew Competition“. 2002 gewann er fünf Rennen und erzielte eine Pole-Position, aufgrund mangelnder Konstanz wurde Kenseth Achter in der Meisterschaft. Sein Team gewann die zweite „Unocal 76 World Pit Crew Competition“.
In der Saison 2003 dominierte Kenseth die Meisterschaft und führte fast die gesamte Saison über die Punktetabelle an. Am Ende sicherte er sich die Meisterschaft und wurde der letzte Winston-Cup-Champion, bevor sich der Name der Serie und das Format änderte. Kenseth war der zweite Fahrer aus Wisconsin neben Alan Kulwicki, der den Titel in der höchsten Rennserie der NASCAR erzielte, sowie der vierte aus dem Norden nach Bill Rexford, Kulwicki und Titelverteidiger Tony Stewart. Grundlage für den Titelgewinn war insbesondere die Serie von 25 Top-10-Ergebnissen. Allerdings gab es auch Kritik aufgrund des konservativen Fahrstils, den Kenseth an den Tag legte, um die Meisterschaft zu holen. So gewann er im Verlauf der Saison nur ein einziges Rennen, was mit für die Einführung des Chase for the Nextel Cup gesorgt haben soll.
In der Saison 2004 gewann Kenseth die Meisterschaft der International Race of Champions (IROC). Zudem qualifizierte er sich für den Chase for the Nextel Cup und wurde letztendlich Achter im Nextel Cup, dem Nachfolger des Winston Cups.
In die Saison 2005 startete Kenseth mit relativ schlechten Ergebnissen. Aufgrund einer starken Phase in der Mitte der Saison verbesserte er sich vom 24. Platz nach dem 14. Rennen auf den achten Platz nach dem 26. Rennen und qualifizierte sich damit erneut für den Chase for the Nextel Cup. Am Ende der Saison landete er auf dem siebten Platz in der Meisterschaft.
Zu Beginn der Saison 2006 lag er früh beim Saisonauftakt, dem Daytona 500, in Führung, drehte sich aber nach einem Kontakt mit Tony Stewart und fiel zwei Runden zurück. Nach einer Aufholjagd beendete er das Rennen auf Platz 15. Im nächsten Rennen auf dem California Speedway hatte er mehr Glück und siegte. Nach dem achten Rennen auf dem Phoenix International Raceway war er Führender in der Meisterschaft. Einen weiteren Sieg erzielte er beim Frühjahrsrennen in Dover sowie beim Sharpie 500 auf dem Bristol Motor Speedway. Am Saisonende musste Kenseth sich nur Jimmie Johnson geschlagen geben und wurde Zweiter in der Meisterschaft.
Beim zweiten Saisonrennen der Saison 2007 wiederholte Kenseth seinen Erfolg vom Vorjahr und siegte beim Auto Club 500 auf dem California Speedway. Bis zum Citizens Bank 400 auf dem Michigan International Speedway, wo er von Ryan Newman aus dem Rennen gerissen wurde, hatte Kenseth 13 aufeinanderfolgende Rennen unter den Top 15 beendet. Die Saison beendete er mit einem Sieg beim Ford 400 auf dem Homestead-Miami Speedway, dem letzten Rennen vor der Umbenennung der Serie in Sprint Cup, und Platz vier in der Meisterschaft.
Das Jahr 2009 begann er stark. Am 15. Februar gewann er beim regenverkürzten Daytona 500. Bereits eine Woche später siegte er beim Auto Club 500. 2012 konnte er den Erfolg wiederholen und gewann abermals das Daytona 500, das mit einem Tag Verspätung erst am Montag ausgetragen wurde.

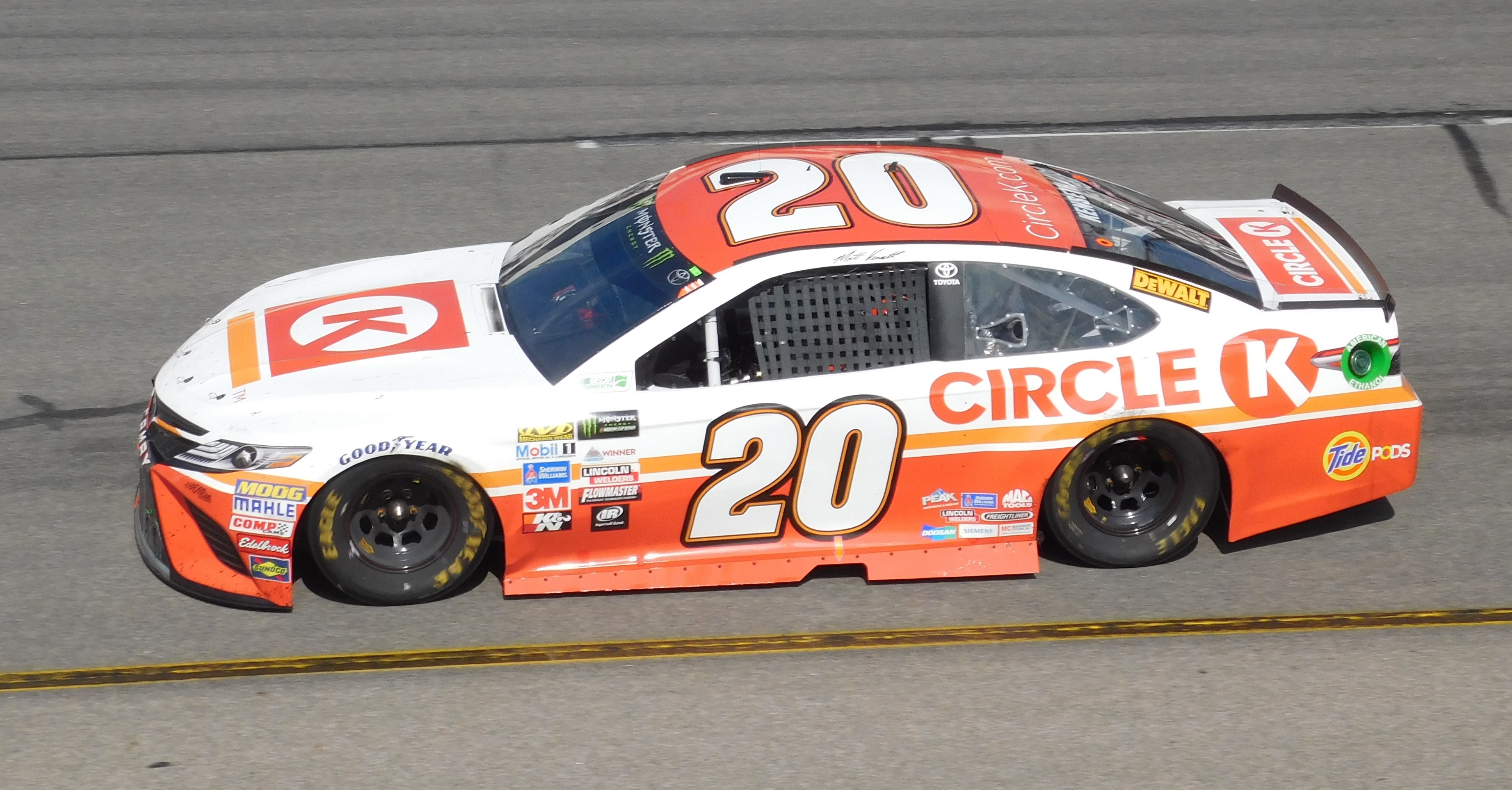
Sein Circle-K-Rennwagen mit der Nummer 20 auf dem Richmond Raceway (2017)

Von 2013 bis 2017 fuhr Kenseth bei Joe Gibbs Racing den Toyota Camry mit der Startnummer 20. Für die Saison 2018 gab er Ende 2017 an pausieren zu wollen.
Bereits im April gab er allerdings bekannt wieder Rennen für sein altes Roush-Team mit der Startnummer 6 zu fahren.
Nachdem Kyle Larson im April 2020 aufgrund eines rassistischen Kraftausdrucks während einem Sim Racing Event von seinem Team Chip Ganassi Racing und von NASCAR suspendiert wurde, wurde einige Tage darauf bekanntgegeben, dass Kenseth das nun verlassene Cockpit mit der Startnummer 42 übernehmen wird. Allerdings blieb die Saison bis auf einen zehnten Platz bei seinem Comeback relativ glanzlos.

## Siege

### Winston Cup/Nextel Cup/Sprint Cup
2000
- Coca-Cola 600 (Lowe’s Motor Speedway)

2002
- Checker Auto Parts 500 (Phoenix International Raceway)
- Chevrolet Monte Carlo 400 (Richmond International Raceway)
- Sirius Satellite Radio 400 (Michigan International Speedway)
- Samsung/RadioShack 500 (Texas Motor Speedway)
- Subway 400 (North Carolina Speedway)

2003
- UAW-Daimler Chrysler 400 (Las Vegas Motor Speedway)

2004
- UAW-Daimler Chrysler 400 (Las Vegas Motor Speedway)
- Subway 400 (North Carolina Speedway)

2005
- Sharpie 500 (Bristol Motor Speedway)

2006
- Sharpie 500 (Bristol Motor Speedway)
- GFS Marketplace 400 (Michigan International Speedway)
- Neighborhood Excellence 400 (Dover International Speedway)
- Auto Club 500 (California Speedway)

2007
- Ford 400 (Homestead-Miami Speedway)
- Auto Club 500 (California Speedway)

2009
- Auto Club 500 (Auto Club Speedway)
- Daytona 500 (Daytona International Speedway)

2012
- Daytona 500 (Daytona International Speedway)
- Hollywood Casino 400 (Kansas Speedway)

2013
- Kobalt Tools 400 (Las Vegas Motor Speedway)
- STP 400 (Kansas Speedway)

2015
- Food City 500 in Support of Steve Byrnes (Bristol Motor Speedway)
- Windows 10 400 (Pocono Raceway)
- Pure Michigan 400 (Michigan Intanational Speedway)